# 歴史大戦ゲッテンカ
歴史大戦ゲッテンカ（れきしたいせんゲッテンカ）とはセガが製作する児童向けトレーディングカードアーケードゲーム（TCAG）。
キャラクターは戦国時代の武将をディフォルメしたものであり、「キャラカード」の上に透明なプラスチックでできた「アイテムカード」「武器カード」の2枚を重ねて3枚同時に読み込むことができる。

## 概要
透明（クリア）カードを重ねて最強武将をつくりバトルするカードゲーム。
カードには「キャラカード」「アイテムカード」「武器カード」の3種類があり、これらの3種類のカードを組み合わせて製作したデッキを用いてゲームをプレイする。予めキャラクターイラストの手の位置が固定されており、どのキャラクターでもカードを重ねたときにアイテムと武器が手の位置に合わさり、装備して見える工夫がされている。
「キャラカード」がない場合、プレイヤーは「足軽くん」というキャラクターになる。「アイテムカード」や「武器カード」がない場合、「なべのふた」と「こんぼう」という初期装備が与えられる。
上手いプレイ方法はあるが、手札が回ってくる運要素もあるので強いカードなら確実に勝てるというわけではない。そのおかげでカードの組み合わせは固定化することなく、ある程度の実力差でも運よく勝てるという逆転劇が起こる。
「奥義」という大ダメージ技と、それを耐え抜く「ど根性」での逆転劇も起こる。
イラストだけではなく、必殺技の演出が個性豊なのも特徴のひとつである。
世界観は、ギャグあり、シリアスありの歴史をテーマに作られている。子ども向けだけあってコミカルなネタが盛り込まれているが、時には昔懐かしのネタが盛り込まれ、大人まで楽しめる工夫がされている。
各キャラクターごとに1つずつストーリーがあり、内容は歴史上の史実にのっとったものから、オリジナルのストーリーまで色々用意されている。
2011年11月25日に公式HPにおいて稼働終了が発表された。

## リリース
- 2009年11月10日：第1弾 『開戦!ゲッテンカバトル』稼働開始
- 2010年03月05日：第2弾 『見参!二人の龍虎』稼働開始
- 2010年05月21日：第3弾 『炎上!本能寺決戦』稼働開始
- 2010年08月06日：第4弾 『君臨!最強家康軍団』稼働開始
- 2010年10月22日：第5弾 『新風!赤と青の衝撃』稼働開始
- 2010年12月17日：第6弾 『開国!ニッポンの夜明け』稼働開始
- 2011年03月11日：第7弾 『襲撃!闇夜の新撰組』稼働開始
- 2011年05月27日：第8弾 『結集!維新の勇士』稼働開始
- 2011年09月09日：第9弾 『伝説!レジェンドニッポン』稼働開始
- 2011年12月 サービス終了

## ストーリー
ここに、書きこんだ願いをなんでもかなえる本がある…
さあ、『ゲッテンカバトル』を勝ちぬき本に願いを書きこむのだ！
（冒頭のゲームムービーより引用）

## 遊び方
- 料金を投入し、ゲームモードを選択後カードをスキャンする。
- バトル中は手札から小さい数字順にカード選び、数字をつなげて「撃」ボタンを押すと攻撃に移る（途中の数字から選ぶことも出来る）。
- 必殺技カードがある。
- ラッシュゲージをためてラッシュイベントに突入したら目標ラッシュ数をクリアし、最大攻撃『奥義』を発動することができる。
- 相手のHPゲージを0にすると勝利。

## バトルの流れ
ノーマル：【1回戦目】→【決勝】の2回戦を戦うことができる。
レジェンドボス分岐：【1回戦目】→【決勝】→【レジェンドボス】の3回戦を戦うことができる。
- レジェンドボスへ分岐するためには、1回戦目を35秒以内でクリアすることが必須。その後はランダムでレジェンドボスとノーマルエンディングに振り分けられる。
- ノーマルエンディングはレキシ仙人から願いの書を渡されるシーンで終わる。
- レジェンドボスエンディングは各キャラクターのストーリーのエンディングを見ることができる。
- 第6弾から一人プレイの場合、2P側が100円を投入し撃ボタンを押すことで「乱入」できるシステムが追加された。新しいカードが払い出され、勝利した側のストーリーを初めから遊べるというかなり得なシステムになっている。

1 - 2弾は、以下の流れで進んだ。
【1回戦目】→【準決勝】→【決勝】の3回戦を戦うことができる。
- 1人であそぶモード

HP2000以上のキャラは1回戦目をHP1,300以上残して勝利すると、準決勝が「ゲキムズ」となる。
HP1900以上のキャラは1回戦目をHP1,000以上残して勝利すると、準決勝が「ゲキムズ」となる。
- 2人であそぶモード

1回戦目を2人合わせてHP3000以上残して勝利すると、準決勝が「ゲキムズ」となる。なお、「ゲキムズ」は第1～2弾までの仕様であり、現在のVerでは表示されない。

## キャラクター
覇王ノブナガ（はおうノブナガ）
本名：織田信長（おだ のぶなが）
キャラタイプ：パワータイプ
奥義名：天下布武（てんかふぶ）
モンキー秀吉（モンキーひでよし）
本名：豊臣秀吉（とよとみ ひでよし）
キャラタイプ：ファイヤータイプ
奥義名：モンキーパンチ
漢カツイエ（おとこカツイエ）
本名：柴田勝家（しばた かついえ）
キャラタイプ：パワータイプ
奥義名：漢の一喝（おとこのいっかつ）
海賊王九鬼（かいぞくおうくき）
本名：九鬼嘉隆（くき よしたか）
キャラタイプ：パワータイプ
奥義名：アゲアゲウェーブ
戦姫つる（バトルプリンセスつる）
本名：鶴姫（つるひめ）
キャラタイプ：シールドタイプ
奥義名：鶴の舞い
みそ北条（みそほうじょう）
本名：北条氏政（ほうじょう うじまさ）
キャラタイプ：ファイヤータイプ
奥義名：汁わんダイバー（しるわんダイバー）
マロ今川（マロいまがわ）
本名：今川義元（いまがわ よしもと）
キャラタイプ：シールドタイプ
奥義名：玉のりアタック（たまのりアタック）
マムシの道三（マムシのどうさん）
本名：斎藤道三（さいとう どうさん）
キャラタイプ：パワータイプ
奥義名：マムシスクリュー
ボンバー松永（ボンバーまつなが）
本名：松永久秀（まつなが ひさひで）
キャラタイプ：ファイヤータイプ
奥義名：芸術は爆発だ（げいじゅつはバクハツだ）
三本矢モトナリ（トリプルアローモトナリ）
本名：毛利元就（もうり もとなり）
キャラタイプ：シールドタイプ
奥義名：トリプルアロー
長宗我部バット（ちょうそかべバット）
本名：長宗我部元親（ちょうそかべ もとちか）
キャラタイプ：ファイヤータイプ
奥義名：鬼若子開眼(おにわこかいがん)
鬼島津（おにしまづ）
本名：島津義弘（しまづ よしひろ）
キャラタイプ：パワータイプ
奥義名：猫まっしぐら(ねこまっしぐら)
越後龍ケンシン（えちごりゅうケンシン）
本名：上杉謙信（うえすぎ けんしん）
キャラタイプ：パワータイプ
奥義名：毘沙門天龍（びしゃもんてんりゅう）
甲斐虎シンゲン（かいタイガーシンゲン）
本名：武田信玄（たけだ しんげん）
キャラタイプ：パワータイプ
奥義名：風林火山（ふうりんかざん）
愛戦士カネツグ（あいせんしカネツグ）
本名：直江兼続（なおえ かねつぐ）
キャラタイプ：ファイヤータイプ
奥義名：愛螺武勇（あいらぶゆう）
やまかん
本名：山本勘助（やまもと かんすけ）
キャラタイプ：シールドタイプ
奥義名：キツツキ戦法（キツツキせんぽう）
カブキの慶次（カブキのけいじ）
本名：前田慶次（まえだ けいじ）
キャラタイプ：ファイヤータイプ
奥義名：かぶきまショー
うつけノブナガ
本名：織田信長（おだ のぶなが）
キャラタイプ：パワータイプ
奥義名：天下布武（てんかふぶ）
足軽秀吉（あしがるひでよし）
本名：豊臣秀吉（とよとみ ひでよし）
キャラタイプ：ファイヤータイプ
奥義名：モンキーパンチ
反逆の明智（レジスタンスあけち）
本名：明智光秀（あけち みつひで）
キャラタイプ：ファイヤータイプ
奥義名：敵は本能寺にあり（てきはほんのうじにあり）
蘭丸（らんまる）
本名：森蘭丸（もり らんまる）
キャラタイプ：シールドタイプ
奥義名：怒りの若獅子（いかりのわかじし）
おてんば茶々（おてんばちゃちゃ）
本名：浅井茶々（あざい ちゃちゃ）
奥義名：ラブリィ♡エール
棲無射覇亞サイカ（スナイパーサイカ）
本名：雑賀孫一（さいか まごいち）
キャラタイプ：パワータイプ
奥義名：闇夜のカラス（やみよのカラス）
ウッキー宇喜多（ウッキーうきた）
本名：宇喜多秀家（うきた ひでいえ）
キャラタイプ：シールドタイプ
奥義名：熱圧おにぎり（あつあつおにぎり）
三日天下ミツヒデ（みっかてんかミツヒデ）
本名：明智光秀（あけち みつひで）
キャラタイプ：ファイヤータイプ
奥義名：敵は本能寺にあり（てきはほんのうじにあり）
タヌキ家康（タヌキいえやす）
本名：徳川家康（とくがわ いえやす）
キャラタイプ：パワータイプ
奥義名：風雲！たぬき城（ふううん！たぬきじょう）
エリート三成（エリートみつなり）
本名：石田三成（いしだ みつなり）
キャラタイプ：シールドタイプ
奥義名：天才知恵熱ビーム（てんさいちえねつビーム）
伊賀のハットリ（いがのハットリ）
本名：服部半蔵（はっとり はんぞう）
キャラタイプ：スピードタイプ
奥義名：忍法・火とんの術（にんぽう・かとんのじゅつ）
くノ一おちよ（くのいちおちよ）
本名：望月千代女（もちづき ちよめ）
キャラタイプ：スピードタイプ
奥義名：忍法・湯気かおる（にんぽう・ゆげかおる）
風魔コタロー（ふうまコタロー）
本名：風魔小太郎（ふうま こたろう）
キャラタイプ：スピードタイプ
奥義名：忍法・乱れ暗器（にんぽう・みだれあんき）
豪将ホンダ（ごうしょうホンダ）
本名：本多忠勝（ほんだ ただかつ）
キャラタイプ：パワータイプ
奥義名：スラッシュ豪！剛！轟！（スラッシュごう！ごう！ごう！）
足軽くん（あしがるくん）
本名：足軽くん
キャラタイプ：パワータイプ
奥義名：一番首みつけた（いちばんくびみつけた）
愛染明王カネツグ（あいぜんみょうおうカネツグ）
本名：直江兼続（なおえ かねつぐ）
キャラタイプ：ファイヤータイプ
奥義名：愛螺武勇（あいらぶゆう）
独眼竜マサムネ（どくがんりゅうマサムネ）
本名：伊達政宗（だて まさむね）
キャラタイプ：アイスタイプ
奥義名：独眼竜覚醒（ドラゴンズアウェイク）
真田ユキムラ（さなだユキムラ）
本名：真田幸村（さなだ ゆきむら）
キャラタイプ：ファイヤータイプ
奥義名：灼熱HOT走り（しゃくねつほとばしり）
悪女義姫（あくじょよしひめ）
本名：義姫（よしひめ）
キャラタイプ：アイスタイプ
奥義名：氷りゃんせ（こおりゃんせ）
カッター小十郎（カッターこじゅうろう）
本名：片倉小十郎（かたぐら こじゅうろう）
キャラタイプ：アイスタイプ
奥義名：抜刀一閃（ばっとういっせん）
真田のオヤジ（さなだのオヤジ）
本名：真田昌幸（さなだ まさゆき）
キャラタイプ：ファイヤータイプ
奥義名：脳天直撃！（のうてんちょくげき！）
盗賊忍者コタロー（とうぞくにんじゃコタロー）
本名：風魔小太郎（ふうま こたろう）
キャラタイプ：スピードタイプ
奥義名：忍法・乱れ暗器（にんぽう・みだれあんき）
サンライズ龍馬（サンライズりょうま）
本名：坂本龍馬（さかもと りょうま）
キャラタイプ：スピードタイプ
奥義名：維新伝心（いしんでんしん）
黒船王ペリー（ブラックキングペリー）
本名：マシュー・ペリー
キャラタイプ：パワータイプ
奥義名：開国波動砲（かいこくはどうほう）
西郷どん（さいごうどん）
本名：西郷隆盛（さいごう たかもり）
キャラタイプ：シールドタイプ
奥義名：さつまいもスイング
船長カイシュー（キャプテンカイシュー）
本名：勝海舟（かつ かいしゅう）
キャラタイプ：アイスタイプ
奥義名：オーシャンズロデオ
剣逃士コゴロウ（けんとうしコゴロウ）
本名：桂小五郎（かつら こごろう）
キャラタイプ：スピードタイプ
奥義名：無念流かわら斬り（むねんりゅうかわらぎり）
レキシ仙人（レキシせんにん）
本名：レキシ仙人
キャラタイプ：パワータイプ
奥義名：仙人乱舞（せんにんらんぶ）
番長コンドウ（ばんちょうコンドウ）
本名：近藤勇（こんどう いさみ）
キャラタイプ：パワータイプ
奥義名：満月ナックル（フルムーンナックル）
海援隊リョーマ（かいえんたいリョーマ）
本名：坂本龍馬（さかもと りょうま）
キャラタイプ：スピードタイプ
奥義名：維新伝心（いしんでんしん）
TOSHI（トシ）
本名：土方歳三（ひじかた としぞう）
キャラタイプ：アイスタイプ
奥義名：冷酷なる制裁（れいこくなるせいさい）
おきたん
本名：沖田総司（おきた そうじ）
キャラタイプ：アイスタイプ
奥義名：秘技三段突き（ひぎさんだんづき）
一刀流ハジメ（いっとうりゅうハジメ）
本名：斎藤一（さいとう はじめ）
キャラタイプ：パワータイプ
奥義名：誠斬り（まことぎり）
やんちゃ平助（やんちゃへいすけ）
本名：藤堂平助（とうどう へいすけ）
キャラタイプ：シールドタイプ
奥義名：誠斬り（まことぎり）
ブロンズ西郷どん（ブロンズさいごうどん）
本名：西郷隆盛（さいごう たかもり）
キャラタイプ：シールドタイプ
奥義名：さつまいもスイング
マスカレイド大久保（マスカレイドおおくぼ）
本名：大久保利通（おおくぼ としみち）
キャラタイプ：シールドタイプ
奥義名：アクアキングダム
闘魂コンドウ（とうこんコンドウ）
本名：近藤勇（こんどう いさみ）
キャラタイプ：パワータイプ
奥義名：満月ナックル（フルムーンナックル）
プリンセス江（プリンセスごう）
本名：浅井江（あざい ごう）
キャラタイプ：ファイヤータイプ
奥義名：GO！GO！エール（ゴー！ゴー！エール）
メルヘン初（メルヘンはつ）
本名：浅井初（あざい はつ）
キャラタイプ：アイスタイプ
奥義名：ハツラツエール
エレキ晋作（エレキしんさく）
本名：高杉晋作（たかすぎ しんさく）
キャラタイプ：スピードタイプ
奥義名：爆音雷武（ばくおんらいぶ）
飛剣シンパチ（ひけんシンパチ）
本名：永倉新八（ながくら しんぱち）
キャラタイプ：ファイヤータイプ
奥義名：誠斬り（まことぎり）
ゴロツキ佐之助（ゴロツキさのすけ）
本名：原田佐之助（はらだ さのすけ）
キャラタイプ：パワータイプ
奥義名：誠斬り（まことぎり）
新撰組の亡霊（しんせんぐみのぼうれい）
本名：不明
キャラタイプ：アイスタイプ
奥義名：怨念・誠斬り（おんねん・まことぎり）
武流ドラグーン（ブルードラグーン）
本名：伊達政宗
キャラタイプ：アイスタイプ
奥義名：独眼竜覚醒（ドラゴンズアウェイク）
烈怒ホーン（レッドホーン）
本名：真田幸村
キャラタイプ：ファイヤータイプ
奥義名：灼熱HOT走り（しゃくねつほとばしり）

## レジェンド
- 「キャラカード」に特定のカードを組み合わせると『レジェンド』と表示され変身する。名前とみためが大きく変わり、セリフも変化する。能力は変わらないが新たなオリジナルストーリーが楽しめる。
  - 覇王ノブナガ＋火縄銃＋南蛮鎧→【魔王（まおう）ノブナガ】…うつけノブナガも可能
  - モンキー秀吉＋バナナソード＋ぞうり→【ゴリ秀吉（ひでよし）】…足軽秀吉（あしがるひでよし）も可能
  - 越後龍ケンシン＋女鎧＋あずき長光→【女龍（めりゅう）ケンシン】
  - 甲斐虎シンゲン＋聖軍配『火山』＋聖軍配『風林』→【トラトラ仮面（かめん）】
  - 反逆の明智＋反逆のせんす＋光刀チカカゲ→【ナンコーボー天海（てんかい）】…三日天下（みっかてんか）ミツヒデも可能
  - 蘭丸＋重たいみかん箱＋蘭刀トモナリ→【もりもり蘭丸（らんまる）】…スパイ蘭丸（らんまる）も可能
  - タヌキ家康＋緑のはっぱ＋茶釜刀→【美勇帝（ビューティー）イエヤス】
  - エリート三成＋緑茶＋大一大万大吉刀→【超（スーパー）エリート三成（みつなり）】
  - 独眼竜マサムネ＋ずんだもち＋三日月刀→【武流（ブルー）ドラグーン】…白竜（パイロン）マサムネも可能
  - 真田ユキムラ＋真紅の鎧＋真・十文字やり→【烈怒（レッド）ホーン】…紅山伏（べにやまぶし）ユキムラも可能
  - サンライズ龍馬＋聖馬のたて＋リボルバー銃→【スターホース龍馬（りょうま）】…海援隊（かいえんたい）リョーマ も可能
  - 黒船王ペリー＋クロフネ艦隊＋ブラックキャノン→【メカペリー】
  - 番長コンドウ＋誠の羽織＋虎狼剣・満月→【狼（ウルフ）コンドウ】…闘魂（とうこん）コンドウも可能
  - マスカレイド大久保＋水神ステッキ＋神槍・トライデント→【ポセイドン大久保（おおくぼ）】

### スーパーレジェンド
- 9弾より登場した両手が自由になったレジェンドキャラに特定のカードを組み合わせると『スーパーレジェンド』になる。レジェンド同様、名前とみためが大きく変わり、セリフも変化する。能力は変わらないが新たなオリジナルストーリーが楽しめる。
  - 武流ドラグーン＋無限三日月刀＋極上ずんだもち→【コスモドラグーン】
  - 烈怒ホーン＋灼熱十文字やり＋炎帝の鎧→【クリムゾン真田（さなだ）】

## キャンペーン

### プレミアムグッズプレゼントキャンペーン
【キャンペーン期間：2010年3月24日（水）より随時開始。グッズがなくなり次第終了】
- 全国のセガアミューズメント施設内の告知ポスターが付いている自動販売機で「ファンタ製品」(350ml缶)を買うと、第1弾に登場するキャラクターがデザインされたオリジナル携帯アクセサリーが1種類ついてきた。全16種類。
- グッズ同梱の説明書に書かれたQRコードからアクセスすると、「歴史大戦ゲッテンカ」オリジナル携帯待受16種類がダウンロードできた。

### レジェンドボスチャレンジキャンペーン
【応募期間：2010年4月14日（水）10:00～2010年5月14日（金）24：00】
- 第2弾「見参！二人の龍虎」ゲキムズモードのレジェンドボス『女龍ケンシン』または『トラトラ仮面』と勝ち負けにかかわらず戦ったことを証明する写真をセガに送って応募すると、抽選で賞品がプレゼントされた。
- 応募写真には、決勝戦前の「自分の顔」「ゲキムズアイコン」「龍または虎のアイコン」か、決勝戦バトル中の「自分の顔」「女龍ケンシン」または「トラトラ仮面」の写真を撮ると、応募できた。
- 当選ハガキはキラキラ光る四角プリズム仕様で、描き下ろしのイラストが使用されている。

<龍退治チャレンジコース>
10名
女龍ケンシンからハガキが届く。
越後龍ケンシンの缶バッジ
100名
女龍ケンシンからハガキが届く。
<虎退治チャレンジコース>
10名
トラトラ仮面からハガキが届く。
甲斐虎シンゲンの缶バッジ
100名
トラトラ仮面からハガキが届く。

### 小判キャンペーン
- カード右上に小判マークがついた「小判カード」を 3枚集めて応募すると、抽選で1,000名にキラキラ輝く限定ホログラムカード」が当たる。
- 3枚一口で、何口でも応募可能。
- 過去の小判カード使用できず、最新弾の小判カードが対象となる（第6回小判キャンペーン以降は全小判が対象になった）.

- 第4回小判キャンペーンは、ニンテンドーDS用ゲームソフト「歴史大戦ゲッテンカ 天下一バトルロイヤル」の発売を記念したものなので上記と応募方法が異なる。

「歴史大戦ゲッテンカ 天下一バトルロイヤル」予約特典の「サンライズ龍馬 幕末維新デッキ」もしくは『ソニック カラーズ』（Wii・DSとも）の予約特典カード「うつけノブナガ&ソニック」の開封済み 包装袋（大判マーク付き）を1枚1口で応募すると、抽選で1,000名に「限定ホロカード」が当たる。
- 第7回小判キャンペーンでは㊙キャラクターシール含むシール47枚セットが当たる。

第1回小判キャンペーン
【応募期間：2010年6月15日（火）～2010年7月12日（月）】
限定ホロカード「覇王ノブナガ」
第2回小判キャンペーン
【応募期間：2010年8月15日（日）～2010年9月14日（火）】
限定ホロカード「越後龍ケンシン」
第3回小判キャンペーン
【応募期間：2010年10月22日（金）～2010年12月10日（金）】
限定ホロカード「エリート三成」（描き下ろしイラスト）
第4回小判キャンペーン
【応募期間：2010年10月25日（金）～2011年1月31日（月）】
限定ホロカード「独眼竜マサムネ」（描き下ろしイラスト）
第5回小判キャンペーン
【応募期間：2010年12月17日（金）～2011年2月28日（月）】
限定ホロカード「真田ユキムラ」（描き下ろしイラスト）
第6回小判キャンペーン
【応募期間：2011年4月22日（金）～2011年6月30日（木）】
限定黄金ホロカード「覇王ノブナガ」（描き下ろしイラスト）
第7回小判キャンペーン
【応募期間：2011年7月11日（月）～2011年8月31日（水）】
限定シール47枚　㊙キャラクターシールも有り
第8回小判キャンペーン
【応募期間：2011年9月12日（月）～2011年10月31日（月）】
限定シール47枚　㊙キャラクターシールも有り

## ロケテスト
第1回 2009年3月28日 - 29日「セガワールド葛西」
- 18種類のカードがテスト販売。
- プレイ後は下敷きがもらえ、アンケートに答えると8種類のステッカーシールの中から1枚がもらえた。
- 爆レアは「覇王ノブナガ」「南蛮鎧」「火縄銃」の3種類。
- 激レアは「海賊王九鬼」「折鶴のお守り」「三本矢」の3種類。

【ロケテストカード詳細】
キャラクターカード
人-T01 覇王ノブナガ
人-T02 海賊王九鬼
人-T03 漢カツイエ
人-T04 マロ今川
人-T05 長宗我部バット
人-T06 戦姫つる
アイテムカード
ア-T01 南蛮鎧
ア-T02 折鶴のお守り
ア-T03 落ち武者鎧
ア-T04 武士の軍配
ア-T05 戦場のほら貝
ア-T06 殿様せんす
武器カード
武-T01 火縄銃
武-T02 三本の矢
武-T03 日本刀
武-T04 十文字やり
武-T05 なぎなた
武-T06 怪力木づち
第2回 2009年4月24日から4月30日「錦糸町アルカキット」
- 「足軽くん」「なべのふた」「こんぼう」の3種類が新たに追加。
- 第1回ロケテストカードの「アイテムカード」「武器カード」の裏面にはなかった「(C)SEGA」が印字された。
- 爆レアの「覇王ノブナガ」「南蛮鎧」「火縄銃」のホログラムに変更があった。
- 激レアの「海賊王九鬼」「折鶴のお守り」「三本矢」のホログラムが銀アルミに変更された。

【追加カード詳細】
キャラクターカード
人-T07 足軽くん - 正式稼動からは外されたので現在は幻の激レアカードである。ただし、仕様変更されているのでスキャンすることはできない。
アイテムカード
ア-T07 なべのふた
武器カード
武-T07 こんぼう
時代屋ロケテスト 2009年9月24日 - 27日「神田小川町店」2009年10月2日 - 12日「レイクタウン店」
- 公式カードファイルが先行テスト発売された。
- 「特製ステッカー(シール)」がもらえた。

「神田小川町店」では2階茶屋で期間限定のゲッテンカ特別メニュー「覇王セット」を注文するともらえた。
「レイクタウン店」では開催期間中、毎日先客50名に配布された。

## 漫画
連載雑誌
- 別冊コロコロコミック　作者：コーヘー　『歴史大戦ゲッテンカ はおうノブナガ伝』

## 家庭用ゲーム
- ニンテンドーDS『歴史大戦ゲッテンカ 天下一バトルロイヤル』

2010年11月25日発売。

## グッズ
- デスクマット/2010年 発売元：コイズミ
- 歴史大戦ゲッテンカ オフィシャルカードファイル/2009年 発売元：株式会社セガ
- ゲッテンカクッキー/2010年 発売元：カバヤ食品株式会社
- 歴史大戦ゲッテンカ キャラケシコレクション/2010年 発売元：株式会社タカラトミーアーツ
- 歴史大戦ゲッテンカ メタルデッキチェーン/2010年 発売元：株式会社タカラトミーアーツ
- オリジナル携帯アクセサリー（全16種類）/2010年（期間限定商品） 上記プレミアムグッズプレゼントキャンペーンの景品。
- 綿菓子袋 ゲッテンカ/2010年
- バルーンキャラクターUFO /2010年
- 歴史大戦ゲッテンカ メタルデッキチェーン2/2010年 発売元：株式会社タカラトミーアーツ